# Edgard Van De Pontseele
Edgard Van De Pontseele (Deftinge, 28 oktober 1924 - Zottegem, 14 augustus 2014) was een Belgisch topambtenaar en politicus.

## Biografie
Edgard Van De Pontseele werd bij de gemeenteraadsverkiezingen van 1958 voor het eerst als gemeenteraadslid van Lierde verkozen. In 1988 werd hij eerste schepen en schepen van Financiën en van 1995 tot 2000 was hij burgemeester. Bij de gemeenteraadsverkiezingen van 2000 was hij lijstduwer, maar raakte niet verkozen. In zijn geboorteplaats Deftinge was hij betrokken bij het verenigingsleven, onder meer bij Voetbalclub Eendracht Deftinge en Veloclub Deftinge.
Beroepshalve was hij ambtenaar. Hij was administrateur-generaal en directeur-generaal van de Administratie der Thesaurie en regeringscommissaris bij de Nationale Bank van België. In 1999, na het bereiken van de pensioengerechtigde leeftijd, volgde Roland Geudens hem als administrateur-generaal op. Hij was ook jarenlang werkzaam op ministeriële kabinetten van CVP- en CD&V-strekking.
Zijn zoon Dirk Van De Pontseele werd ook gemeenteraadslid van Deftinge.

## Eerbetoon
Bij koninklijk besluit van 9 oktober 2001 werd Van De Pontseele tot ereburgemeester van Lierde benoemd. Hij was ook ridder en commandeur in de Leopoldsorde.